# Silvio Calcagno
Silvio Calcagno (Savona, 4 maggio 1969) è un ex bobbista italiano.

## Biografia
Velocista del Gruppo Sportivo Fiamme Oro specializzato nei 100 m, venne selezionato per entrare a far parte della Nazionale di bob dell'Italia.
Partecipò alle Olimpiadi di Lillehammer 1994 dove giunse al 22º posto nel bob a quattro.
Ai Campionati italiani di bob vinse cinque medaglie: nel bob a due vinse due bronzi nel 1995 e 1999; nel bob a quattro vinse un argento nel 1995 e un bronzo nel 2001.